# Robert Colwell
Robert P. Colwell (1954) é um engenheiro elétrico estadunidense.